# Primera División 2001-2002 (Argentina)
Il Campionato di calcio argentino 2001-02 fu vinto da Racing Club (Apertura), che non si imponeva dal 1966, e River Plate (Clausura).

## Torneo Apertura
|  | Pos. | Squadra              | Pt | G  | V  | N | P  | GF | GS | DR  |
|  | ---- | -------------------- | -- | -- | -- | - | -- | -- | -- | --- |
|  | 1.   | Racing Club          | 42 | 19 | 12 | 6 | 1  | 34 | 17 | +17 |
|  | 2.   | River Plate          | 41 | 19 | 12 | 5 | 2  | 51 | 16 | +35 |
|  | 3.   | Boca Juniors         | 33 | 19 | 9  | 6 | 4  | 41 | 27 | +14 |
|  | 4.   | Colón de Santa Fe    | 32 | 19 | 8  | 8 | 3  | 24 | 16 | +8  |
|  | 5.   | San Lorenzo          | 31 | 19 | 8  | 7 | 4  | 28 | 22 | +6  |
|  | 6.   | Estudiantes La Plata | 27 | 19 | 7  | 6 | 6  | 27 | 28 | -1  |
|  | 7.   | Gimnasia La Plata    | 27 | 19 | 7  | 6 | 6  | 30 | 35 | -5  |
|  | 8.   | Chacarita Juniors    | 26 | 19 | 6  | 8 | 5  | 28 | 24 | +4  |
|  | 9.   | Belgrano de Córdoba  | 26 | 19 | 6  | 8 | 5  | 17 | 18 | -1  |
|  | 10.  | Independiente        | 26 | 19 | 7  | 5 | 7  | 26 | 28 | -2  |
|  | 11.  | Argentinos Juniors   | 25 | 19 | 7  | 4 | 8  | 22 | 27 | -5  |
|  | 12.  | Lanús                | 25 | 19 | 7  | 4 | 8  | 21 | 28 | -7  |
|  | 13.  | Nueva Chicago        | 24 | 19 | 7  | 3 | 9  | 26 | 33 | -7  |
|  | 14.  | Newell's Old Boys    | 23 | 19 | 6  | 5 | 8  | 29 | 28 | +1  |
|  | 15.  | Vélez Sársfield      | 22 | 19 | 5  | 7 | 7  | 27 | 30 | -3  |
|  | 16.  | Rosario Central      | 20 | 19 | 5  | 5 | 9  | 18 | 26 | -8  |
|  | 17.  | Unión de Santa Fe    | 18 | 19 | 3  | 9 | 7  | 23 | 25 | -2  |
|  | 18.  | Banfield             | 18 | 19 | 4  | 6 | 9  | 16 | 24 | -8  |
|  | 19.  | Huracán              | 14 | 19 | 3  | 5 | 11 | 22 | 39 | -17 |
|  | 20.  | Talleres de Córdoba  | 13 | 19 | 4  | 1 | 14 | 18 | 37 | -19 |

### Classifica marcatori
| Posizione | Giocatore             | Squadra              | Gol |
| --------- | --------------------- | -------------------- | --- |
| 1         | Martín Cardetti       | River Plate          | 17  |
| 2         | Diego Forlán          | Independiente        | 12  |
| 3         | Facundo Sava          | Gimnasia La Plata    | 11  |
| 4         | Ernesto Farías        | Estudiantes La Plata | 10  |
| 5         | Esteban Cambiasso     | River Plate          | 9   |
| 6         | Maximiliano Rodríguez | Newell's Old Boys    | 9   |
| 7         | Ariel Jesús           | Nueva Chicago        | 9   |

## Torneo Clausura
|  | Pos. | Squadra              | Pt | G  | V  | N | P  | GF | GS | DR  |
|  | ---- | -------------------- | -- | -- | -- | - | -- | -- | -- | --- |
|  | 1.   | River Plate          | 43 | 19 | 13 | 4 | 2  | 39 | 13 | +26 |
|  | 2.   | Gimnasia La Plata    | 37 | 19 | 11 | 4 | 4  | 33 | 23 | +10 |
|  | 3.   | Boca Juniors         | 35 | 19 | 10 | 5 | 4  | 25 | 17 | +8  |
|  | 4.   | Huracán              | 30 | 19 | 9  | 3 | 7  | 27 | 14 | +13 |
|  | 5.   | Banfield             | 30 | 19 | 8  | 6 | 5  | 21 | 19 | +2  |
|  | 6.   | Racing Club          | 29 | 19 | 8  | 5 | 6  | 19 | 17 | +2  |
|  | 7.   | Newell's Old Boys    | 28 | 19 | 8  | 4 | 7  | 26 | 25 | +1  |
|  | 8.   | Estudiantes La Plata | 26 | 19 | 7  | 6 | 6  | 34 | 27 | +7  |
|  | 9.   | Vélez Sársfield      | 26 | 19 | 7  | 5 | 7  | 27 | 20 | +7  |
|  | 10.  | Lanús                | 26 | 19 | 6  | 8 | 5  | 20 | 18 | +2  |
|  | 11.  | San Lorenzo          | 26 | 19 | 6  | 8 | 5  | 24 | 23 | +1  |
|  | 12.  | Colón de Santa Fe    | 24 | 19 | 6  | 6 | 7  | 24 | 23 | +1  |
|  | 13.  | Nueva Chicago        | 24 | 19 | 6  | 6 | 7  | 16 | 21 | -5  |
|  | 14.  | Chacarita Juniors    | 21 | 19 | 4  | 9 | 7  | 23 | 24 | -1  |
|  | 15.  | Unión de Santa Fe    | 21 | 19 | 5  | 6 | 8  | 20 | 27 | -7  |
|  | 16.  | Rosario Central      | 20 | 19 | 5  | 5 | 9  | 20 | 26 | -6  |
|  | 17.  | Argentinos Juniors   | 20 | 19 | 5  | 5 | 9  | 20 | 32 | -12 |
|  | 18.  | Belgrano de Córdoba  | 18 | 19 | 5  | 3 | 11 | 16 | 24 | -8  |
|  | 19.  | Talleres de Córdoba  | 17 | 19 | 5  | 2 | 12 | 14 | 31 | -17 |
|  | 20.  | Independiente        | 15 | 19 | 3  | 6 | 10 | 14 | 28 | -14 |

### Classifica marcatori
| Posizione | Giocatore          | Squadra              | Gol |
| --------- | ------------------ | -------------------- | --- |
| 1         | Fernando Cavenaghi | River Plate          | 15  |
| 2         | Facundo Sava       | Gimnasia La Plata    | 12  |
| 3         | Josemir Lujambio   | Banfield             | 11  |
| 3         | Daniel Montenegro  | Huracán              | 11  |
| 5         | Ernesto Farías     | Estudiantes La Plata | 10  |
| 6         | Ariel Ortega       | River Plate          | 9   |

## Retrocessioni
| Squadra              | Media | Punti | Giocate | 1999-00 | 2000-01 | 2001-02 |
| -------------------- | ----- | ----- | ------- | ------- | ------- | ------- |
| River Plate          | 2.175 | 248   | 114     | 86      | 78      | 84      |
| Boca Juniors         | 1.877 | 214   | 114     | 74      | 71      | 68      |
| San Lorenzo          | 1.815 | 207   | 114     | 69      | 81      | 57      |
| Gimnasia de La Plata | 1.473 | 168   | 114     | 49      | 55      | 64      |
| Vélez Sársfield      | 1.447 | 165   | 114     | 61      | 56      | 48      |
| Colón de Santa Fe    | 1.421 | 162   | 114     | 55      | 49      | 56      |
| Racing Club          | 1.368 | 156   | 114     | 45      | 40      | 71      |
| Newell's Old Boys    | 1.350 | 154   | 114     | 55      | 48      | 51      |
| Estudiantes La Plata | 1.307 | 149   | 114     | 39      | 56      | 54      |
| Talleres de Córdoba  | 1.307 | 149   | 114     | 58      | 61      | 30      |
| Huracán              | 1.303 | 99    | 76      | N/A     | 55      | 44      |
| Chacarita Juniors    | 1.298 | 148   | 114     | 45      | 56      | 47      |
| Rosario Central      | 1.289 | 147   | 114     | 66      | 41      | 40      |
| Banfield             | 1.263 | 96    | 76      | N/A     | N/A     | 48      |
| Independiente        | 1.263 | 144   | 114     | 61      | 42      | 41      |
| Nueva Chicago        | 1.263 | 48    | 38      | N/A     | N/A     | 48      |
| Lanús                | 1.245 | 142   | 114     | 48      | 43      | 51      |
| Unión de Santa Fe    | 1.184 | 135   | 114     | 50      | 46      | 38      |
| Argentinos Juniors   | 1.114 | 127   | 114     | 39      | 43      | 45      |
| Belgrano de Córdoba  | 1.052 | 120   | 114     | 39      | 37      | 41      |

### Spareggi promozione/retrocessione
| Data           | Squadra in casa         | Squadra in trasferta    | Risultato |
| -------------- | ----------------------- | ----------------------- | --------- |
| 23 maggio 2002 | Huracán de Tres Arroyos | Lanús                   | 1-2       |
| 26 maggio 2002 | Lanús                   | Huracán de Tres Arroyos | 1-1       |

Lanús vince 3-2 e resta in Primera Division.
Huracán de Tres Arroyos resta in Nacional B.

| Data           | Squadra in casa   | Squadra in trasferta | Risultato |
| -------------- | ----------------- | -------------------- | --------- |
| 23 maggio 2002 | Gimnasia (CdU)    | Unión de Santa Fe    | 3-1       |
| 26 maggio 2002 | Unión de Santa Fe | Gimnasia (CdU)       | 3-0       |

Unión de Santa Fe vince 4-3 e resta in Primera Division.
Gimnasia (CdU) resta in Nacional B.